# Comté de Sierra (Nouveau-Mexique)
Pour les articles homonymes, voir Comté de Sierra.
Le comté de Sierra est l’un des 33 comtés de l’État du Nouveau-Mexique, aux États-Unis. En espagnol, sierra signifie « chaîne de montagne ». Son siège est Truth or Consequences. Selon le recensement de 2000, sa population est de 13 270 habitants. 

## Comtés adjacents
- Comté de Catron (nord-ouest)
- Comté de Socorro (nord)
- Comté de Lincoln (nord-est)
- Comté d’Otero (est)
- Comté de Doña Ana (sud)
- Comté de Luna (sud)
- Comté de Grant (ouest)

Sur les autres projets Wikimedia :
- Comté de Sierra (Nouveau-Mexique), sur Wikimedia Commons

## Photos

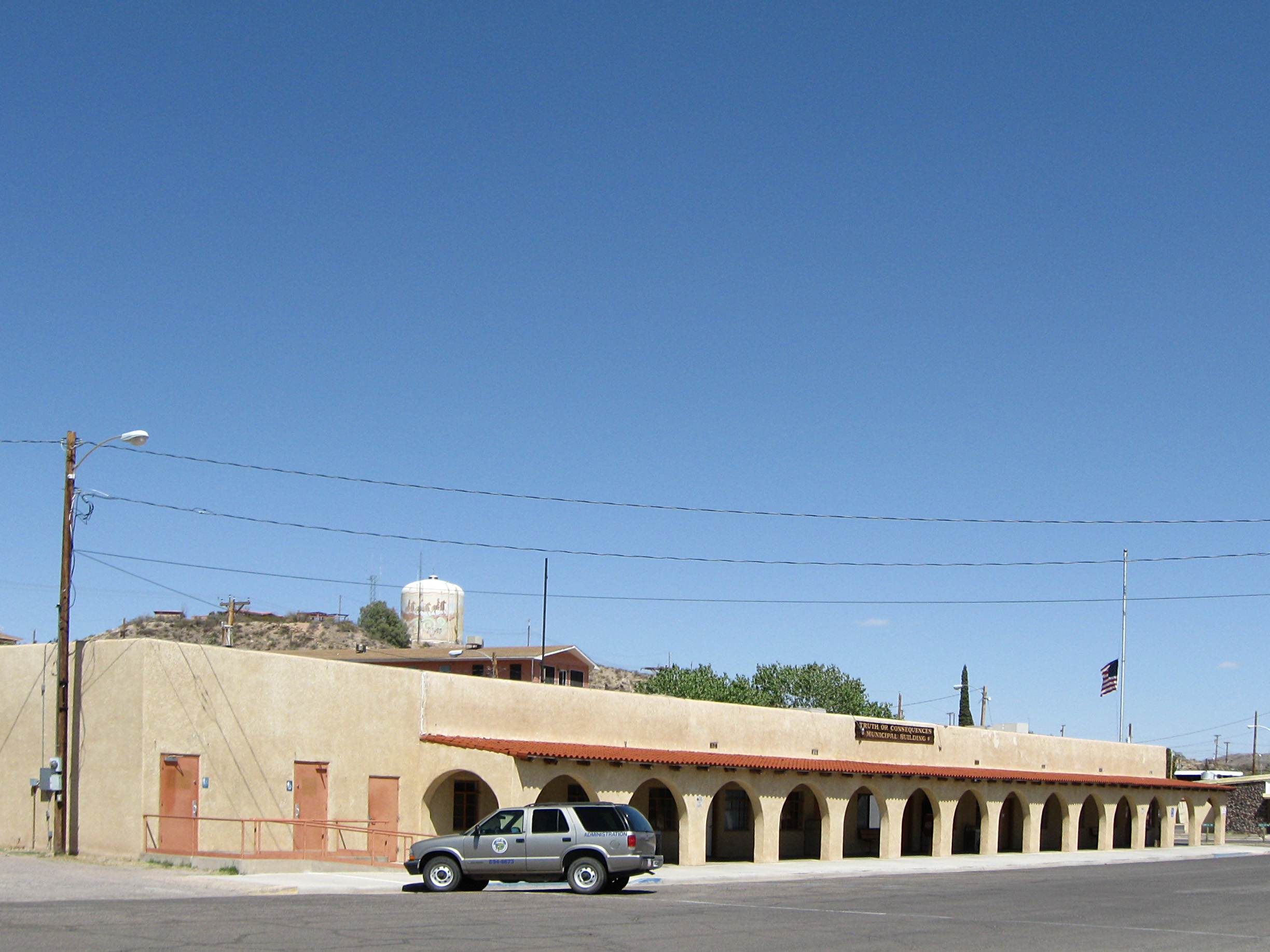
Mairie de Truth or Consequences, le siège du comté.
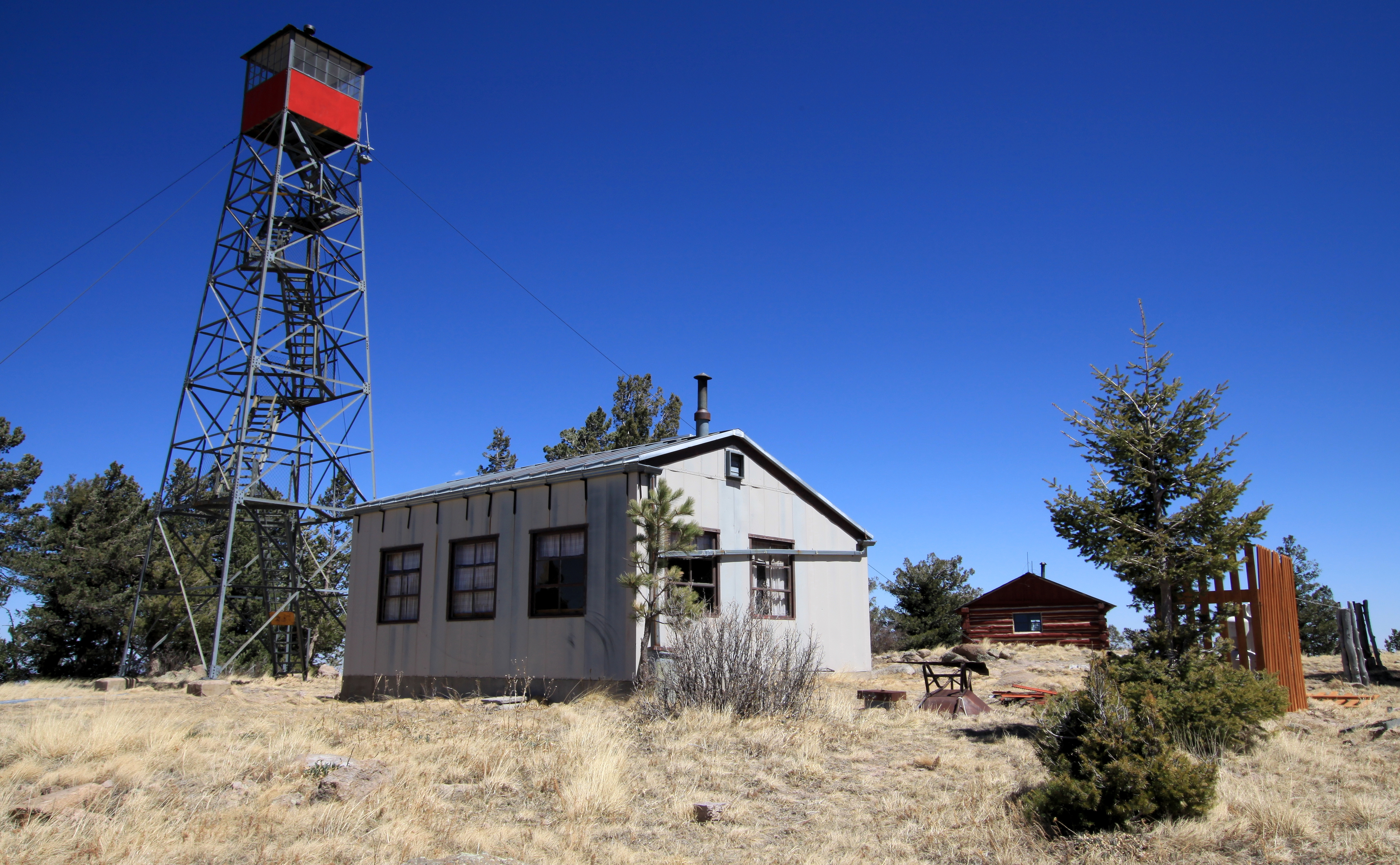
Hillsboro Peak Lookout Tower and Cabin.
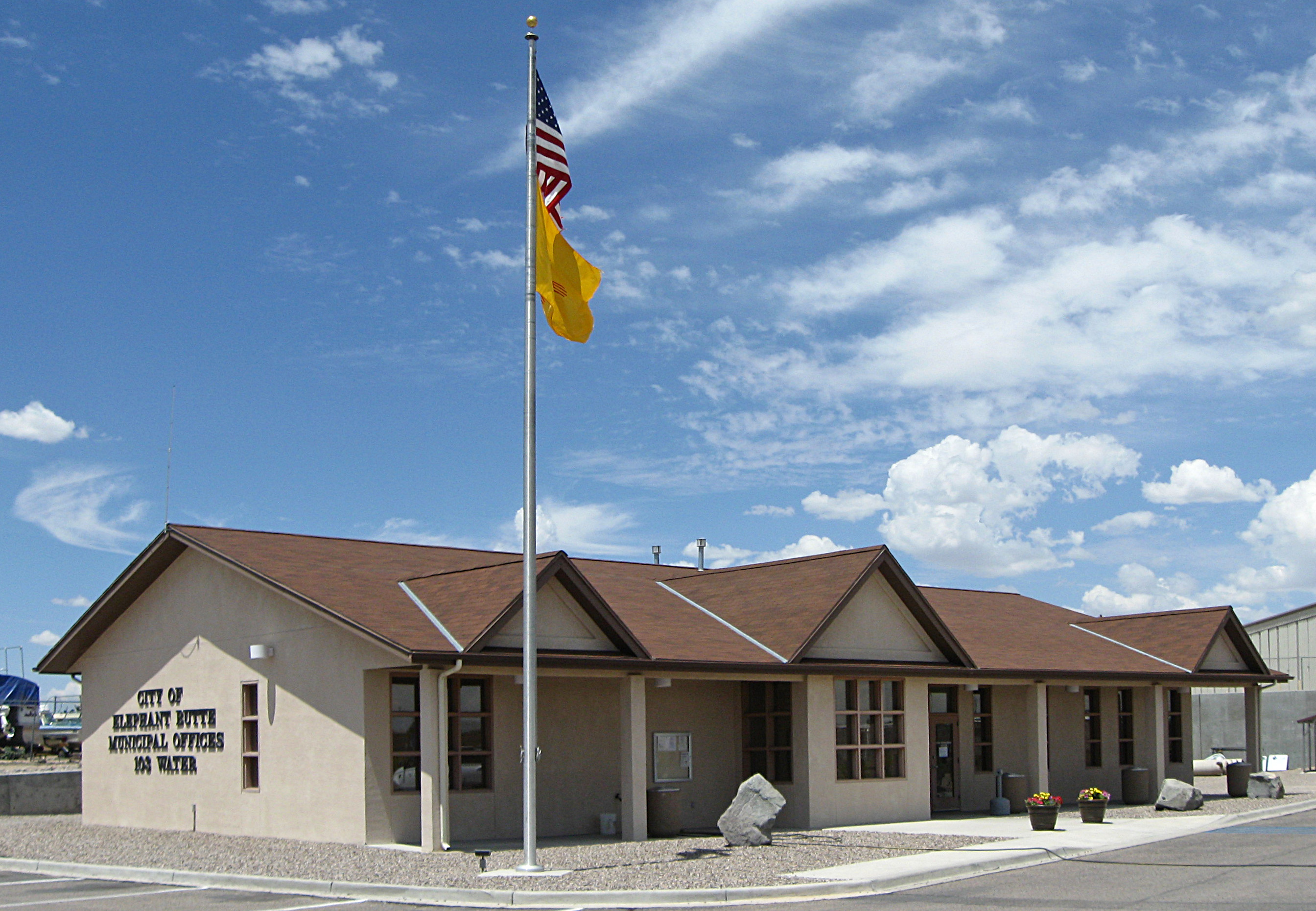
Bureaux municipaux d'Elephant Butte.